# Miniaturpark Klein-Erzgebirge

Modell der Oederaner Kirche im Klein-Erzgebirge

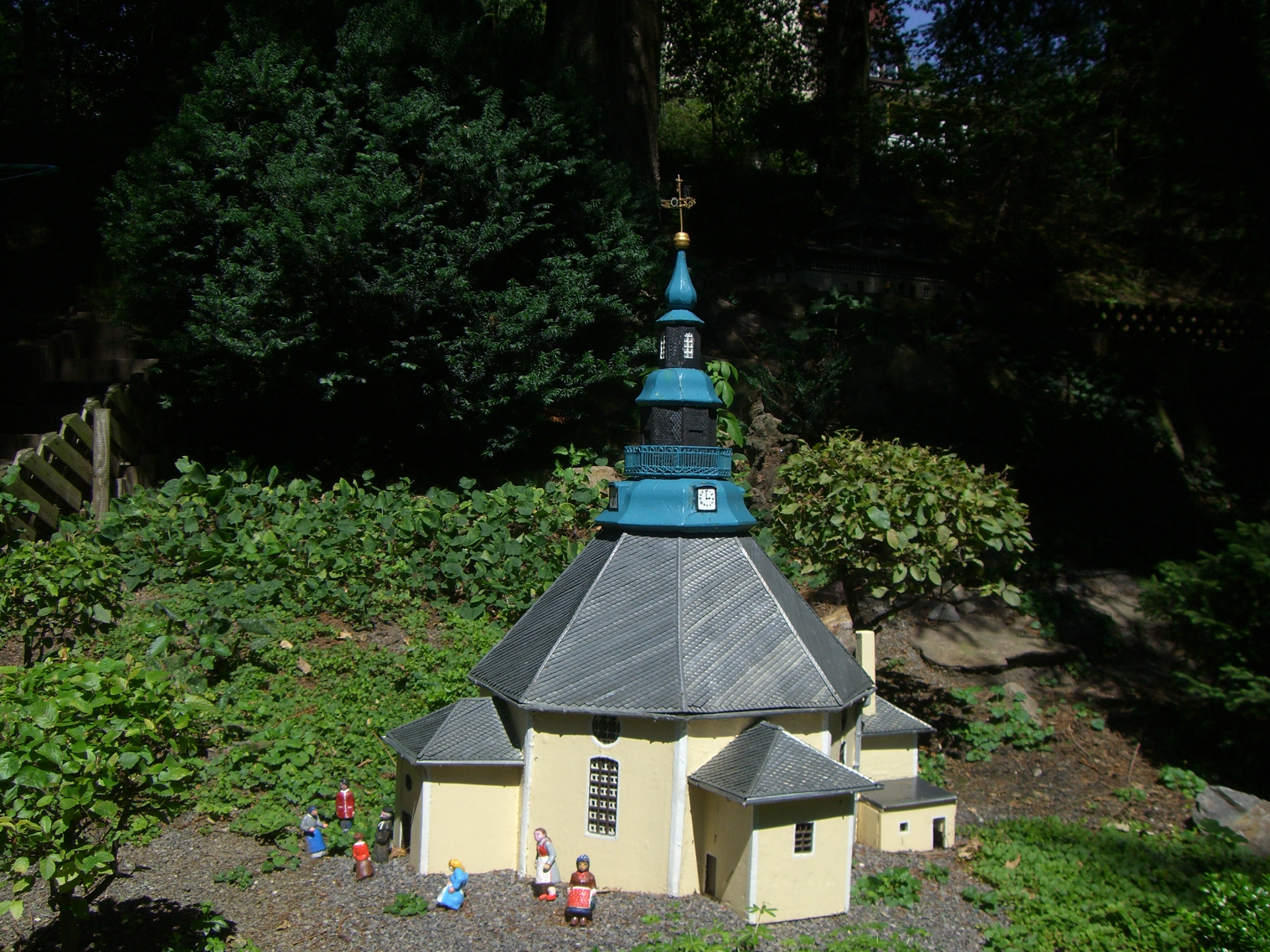
Seiffener Kirche im Klein-Erzgebirge

Der als Miniaturpark Klein-Erzgebirge bezeichnete Volkskunstpark im Stadtpark der sächsischen Kleinstadt Oederan entstand als Heimatberg im Freien – als der Krone der Tradition der Heimatberge im Erzgebirge – und ist eine volkskünstlerische Ausstellung detailgetreuer Nachbildungen, erzgebirgischer Bauwerke des sächsisch-böhmischen Erzgebirges. Alle Bauwerke, Miniaturen und Figuren werden in Handarbeit gefertigt. Eine tragende Rolle spielt dabei der Verein Klein-Erzgebirge e. V. 

## Geschichte
Die Geschichte des Oederaner Miniaturparks setzt zu Beginn des 20. Jahrhunderts ein. 1909/10 wurde der städtische „Krippenverein“ gegründet, der jährliche Weihnachts- und Krippenschauen veranstaltete. Einige Mitglieder schufen 1924 den „Verein für heimatliche Volkskunst“. Unter seinem Dach wurden erzgebirgische Sehenswürdigkeiten en miniature nachgebaut. 1933 wurde das „Klein-Erzgebirge“ für Besucher geöffnet. Im Mai 1933 startete die Ausstellung im Oederaner Stadtwald. Der Zweite Weltkrieg unterbrach die Miniaturschau. 1955 öffnete der Park am neuen Standort im Oederaner Stadtpark erneut.

## Gegenwart
Das „Klein-Erzgebirge“ zählt heute zu den weltweit ältesten Miniaturparks. Mit über 200 Exponaten zeigt es die Architektur und Wirtschaft des Erzgebirges, aber vor allem werden Geschichten aus dem Erzgebirge erzählt. Die Modelle (heute im Maßstab von 1:25) sind der erzgebirgischen Volkskunst folgend aus Holz gefertigt und mit handgeschnitzten Figuren und Tieren sowie Landschaftsgestaltungen ausgestattet. Die Ausstellung umfasst zudem zahlreiche Modellbahnen sowie mit Wasserkraft betriebene bewegliche Szenerien und Figurengruppen. Heute nimmt das „Klein-Erzgebirge“ eine Fläche von 17.000 Quadratmetern ein. Mittlerweile befinden sich auf dem Gelände auch mehrere Erlebnisbereiche für Kinder wie Spielplätze, einen Miniatur-„Sachsenring“ als Piste für ferngesteuerte Autos sowie eine Parkeisenbahn. Als Jahreshöhepunkt gilt die jährlich veranstaltete „Nacht im Klein-Erzgebirge“.
U. a. sinkende Besucherzahlen haben zu finanziellen Schwierigkeiten geführt, auf Grund derer seit Februar 2021 ein Insolvenzverfahren läuft.

## Haus am Klein-Erzgebirge
Angeschlossen an den Miniaturpark öffnete 1997 das neu errichtete „Haus am Klein-Erzgebirge“. Das Gebäude beinhaltet eine Gaststätte mit traditioneller erzgebirgischer und regionaler Küche und ein Geschäft für erzgebirgische Volkskunst, das Produkte regionaler Hersteller verkauft und beschädigte Schnitzereien repariert. Im Kellergewölbe des Gebäudes befindet sich eine Ausstellung zum erzgebirgischen Bergbau und im Obergeschoss der Veranstaltungsraum „Tenne“.

## Modelle

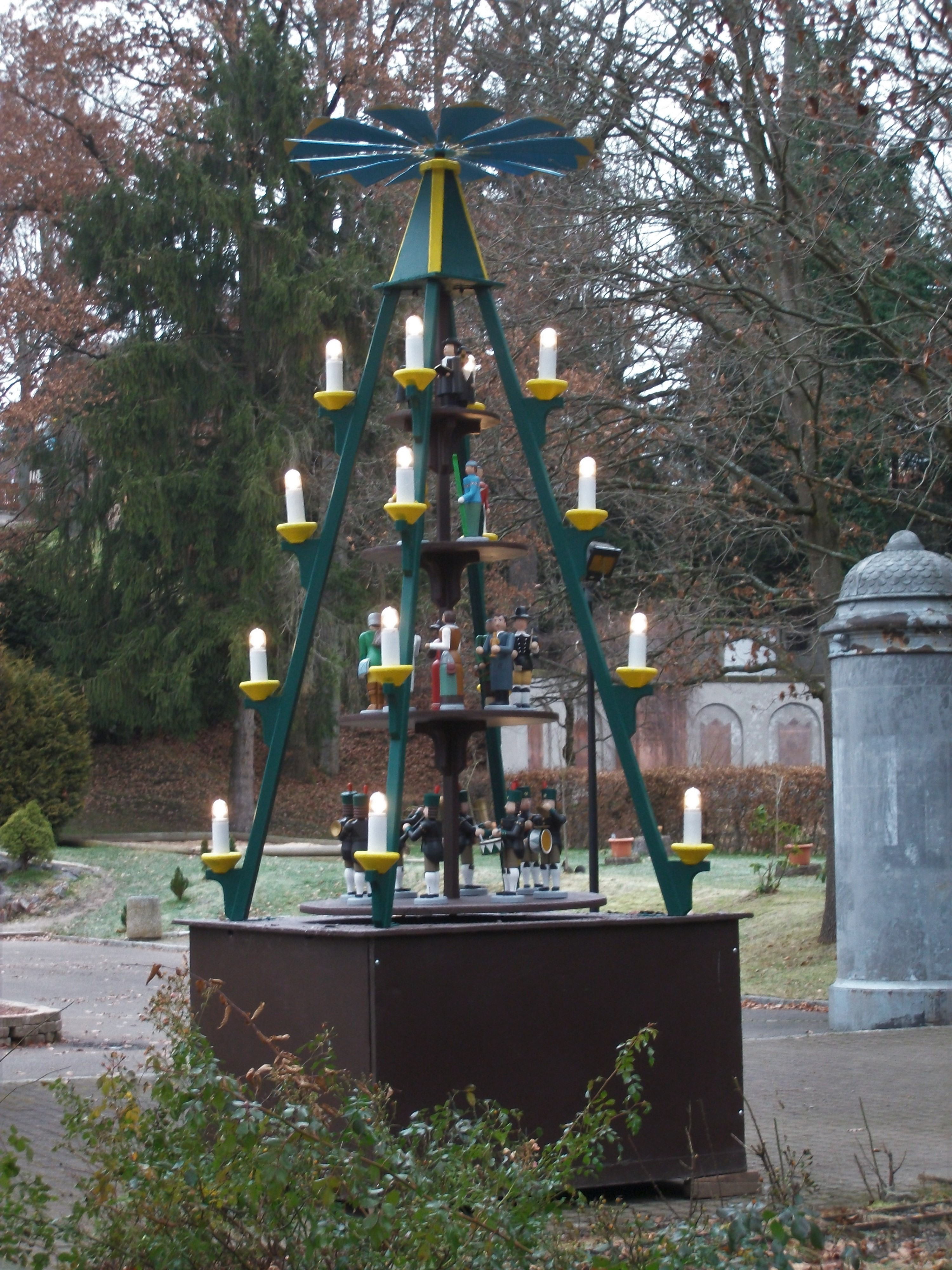
Ortspyramide Oederan im Klein-Erzgebirge

Zu den über 210 (Stand: April 2016) Miniaturen des „Klein-Erzgebirge“ gehören:
- Burg Kriebstein
- Daetz-Centrum Lichtenstein
- Dekanatskirche Brüx/Most
- Schloss Augustusburg
- Jagdschloss Rehefeld
- Kalkwerk Lengefeld
- Keilbergbaude auf dem Klínovec
- Schloss Börnichen
- Schloss Freudenstein
- Schloss Moritzburg
- Schloss Purschenstein
- Schloss Schlettau
- Schloss Wolkenstein
- Seiffener Kirche
- St.-Annen-Kirche Annaberg
- Steile Wand von Meerane
- Wasserschloss Klaffenbach